# Jacob Thomas Jozef Wellens

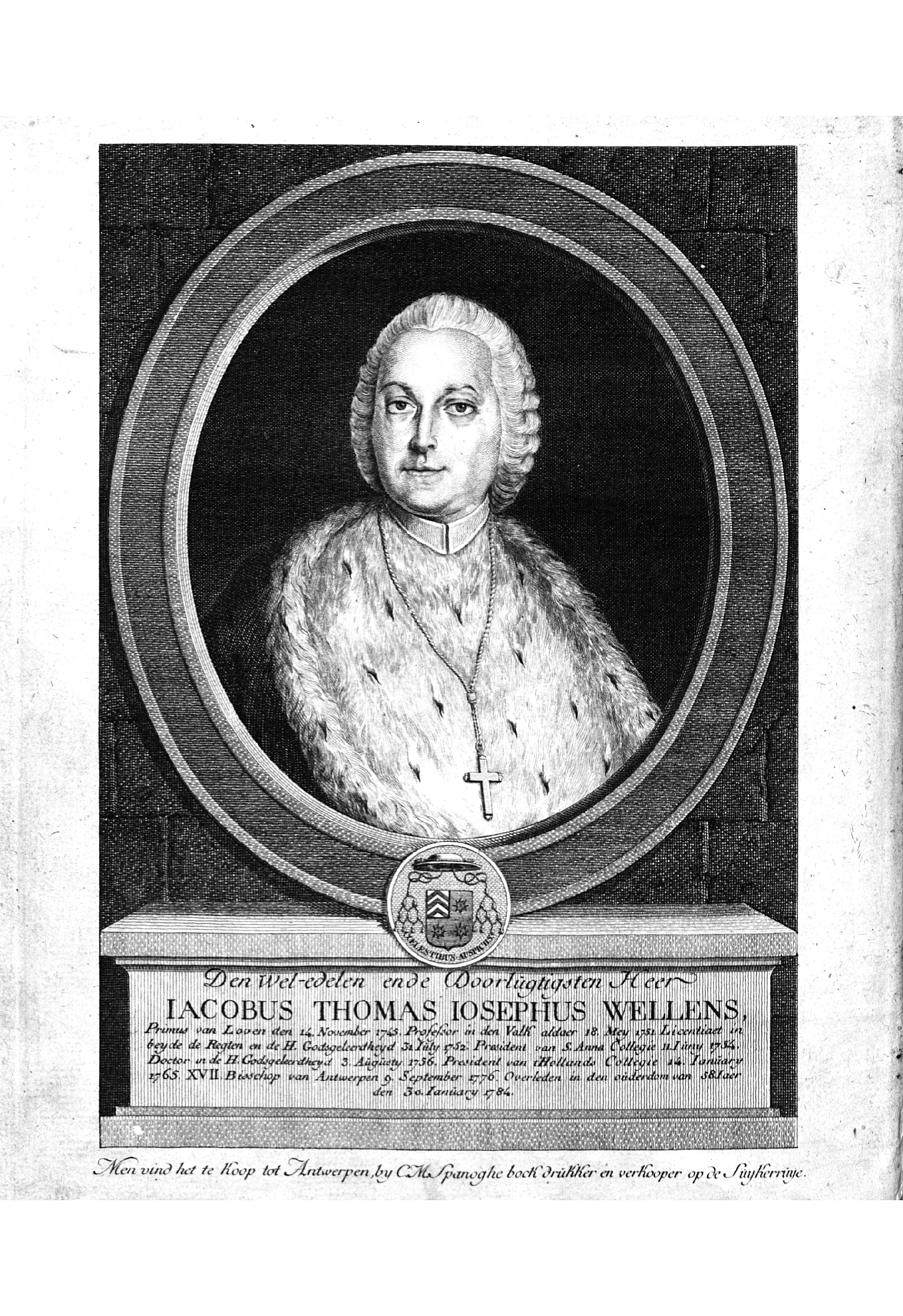
Portret van J.T.J. Wellens als bisschop van Antwerpen, gepubliceerd na zijn dood door Cornelius Martinus Spanoghe

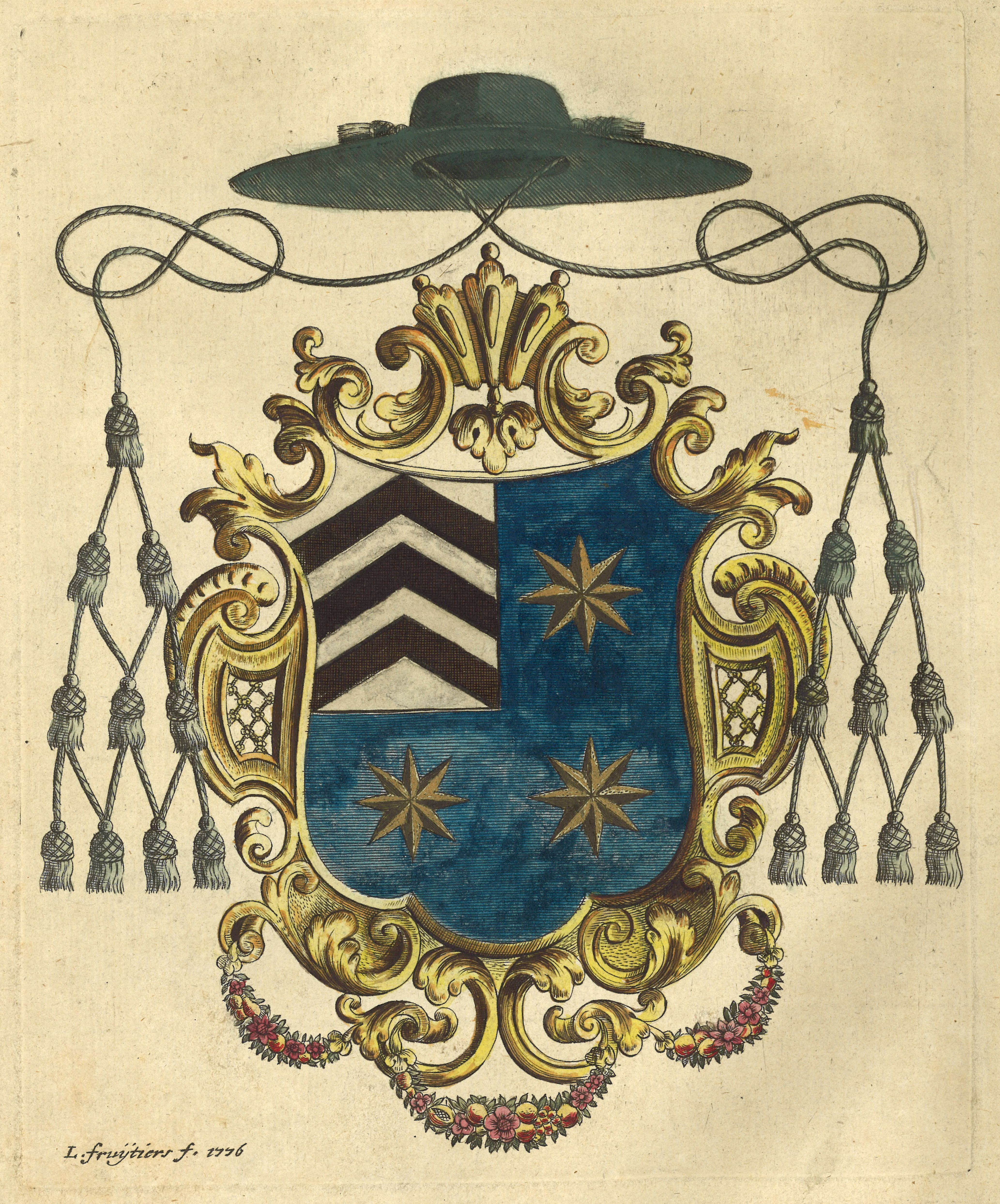
Wapenschild van J.T.J. Wellens

Jacob Thomas Jozef Wellens (Antwerpen, 3 september 1726 - 30 januari 1784) was bisschop van Antwerpen.

## Leven
Wellens studeerde in het college der Augustijnen van zijn geboortestad en aan de Hogeschool van Leuven, alwaar hij op 14 november 1745 in de pedagogie De Valk tot primus werd uitgeroepen en in 1752 licentiaat in de beide rechten en in 1756 doctor in de godgeleerdheid werd. Na zijn priesterwijding op 8 september 1751 bekleedde hij te Leuven en te Antwerpen verscheidene voorname geestelijke ambten, werd op 8 september 1776 te Mechelen gemijterd en de volgende dag buitengewoon luisterrijk gehuldigd als zeventiende bisschop van Antwerpen, in welke waardigheid hij overleed op 30 januari 1784. In 1781 was hij de meest uitgesproken tegenstander onder de Belgische bisschoppen van het Tolerantie-edict van keizer Jozef II.

## Werk
Na zijn overlijden verscheen:
- Algemeyne verzaemelinge van de werken van S. Doorl. Hoogw. J. Th. Jos. Wellens, Bisschop van Antwerpen (Antwerpen 1884)
- Verzameling van alle de Herderlijke Brieven, Vasten-Bullen, enz., uytgegeven door wylen Zijne Doorl. Hoogw. J.T.J. Wellens, Bisschop van Antwerpen (Antwerpen 1784)

- Bibliothèque nationale de France: cb11984364j (data)
- Biografisch Portaal: 74613839
- Digitale Bibliotheek voor de Nederlandse Letteren: well005
- International Standard Name Identifier: 0000 0000 2646 0604
- Library of Congress Control Number: n84058128
- Nederlandse Thesaurus van Auteursnamen: 069869510
- Virtual International Authority File: 23537633
- WorldCat: E39PBJjxqHKvfgj7KtwpGm3mh3